# Pihovice
Pihovice jsou malá vesnice, část města Klatovy ve stejnojmenném okrese v Plzeňském kraji. Nachází se asi 2,5 kilometru severovýchodně od Klatov. Pihovice leží v katastrálním území Klatovy o výměře 27,21 km².

## Historie
Pihovice vznikly roku 1964 jako část města Klatovy ve stejnojmenném okrese.

## Obyvatelstvo
| Rok            | 1869 | 1880 | 1890 | 1900 | 1910 | 1921 | 1930 | 1950 | 1961 | 1970 | 1980 | 1991 | 2001 | 2011 | 2021 |
| -------------- | ---- | ---- | ---- | ---- | ---- | ---- | ---- | ---- | ---- | ---- | ---- | ---- | ---- | ---- | ---- |
| Počet obyvatel | 0    | 150  | 68   | 63   | 66   | 0    | 82   | 0    | 42   | 51   | 106  | 80   | 82   | 44   | 43   |
| Počet domů     | 0    | 8    | 10   | 12   | 13   | 14   | 15   | 0    | 0    | 15   | 16   | 18   | 18   | 17   | 19   |

## Galerie

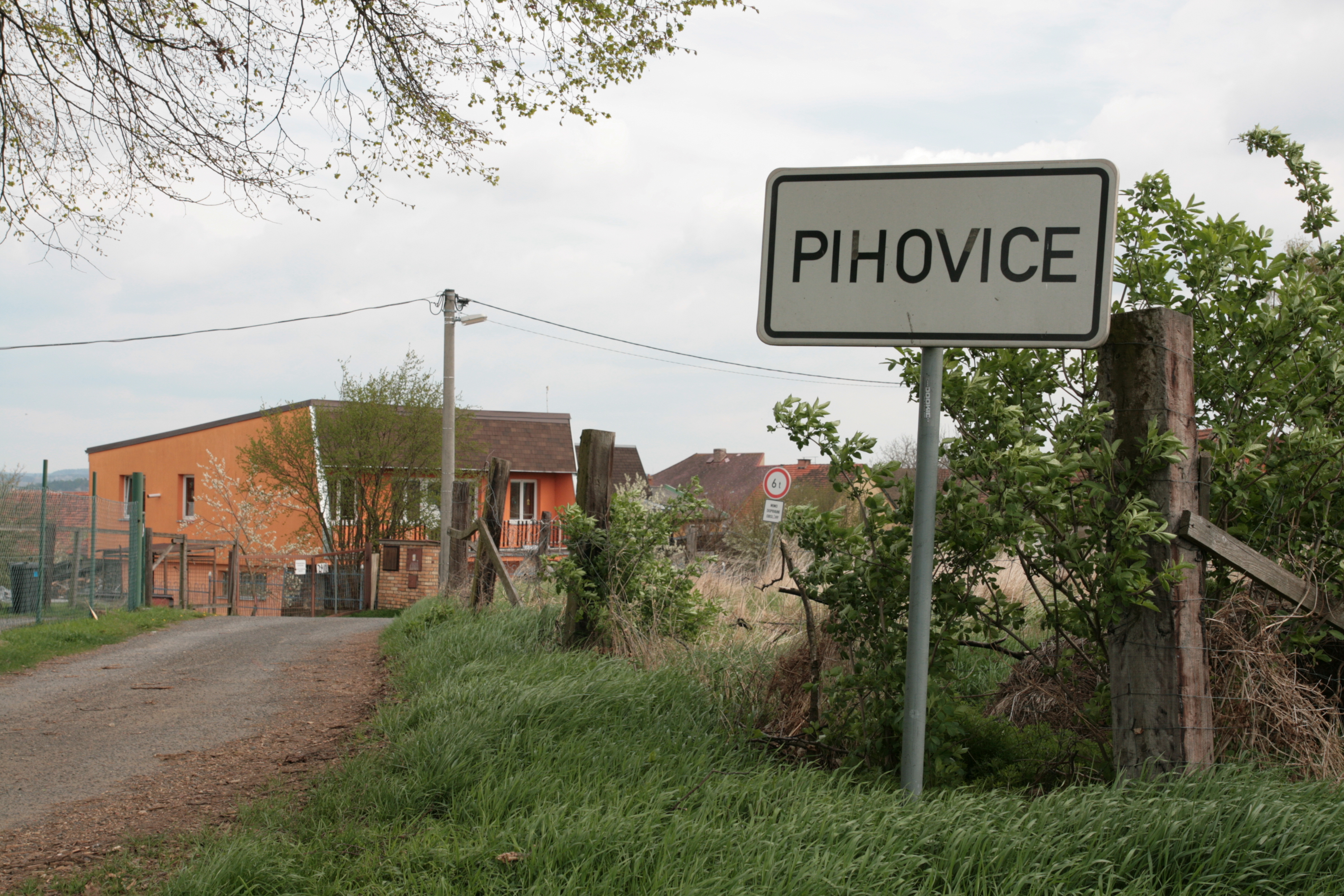
Začátek obce
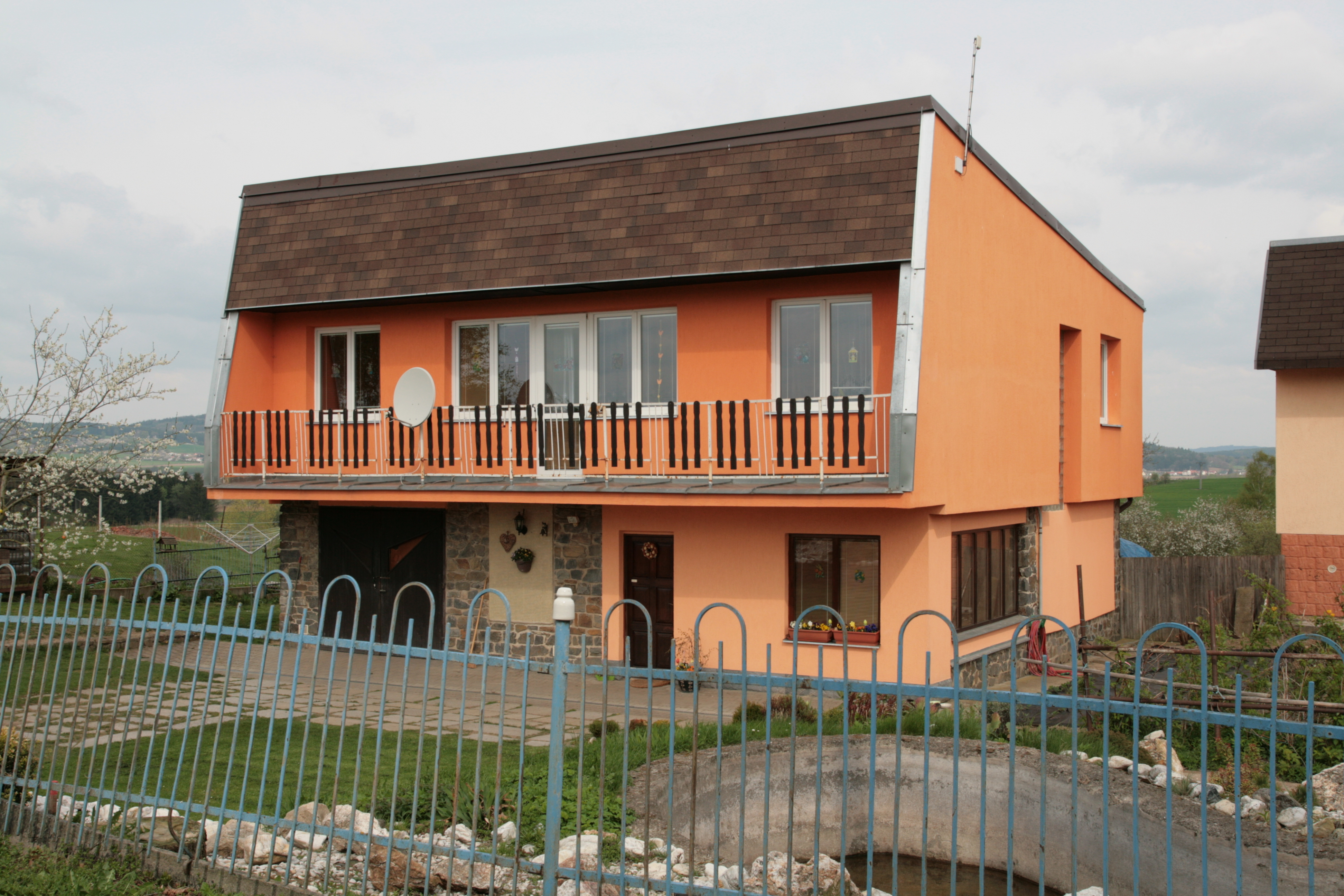
Jeden z domů
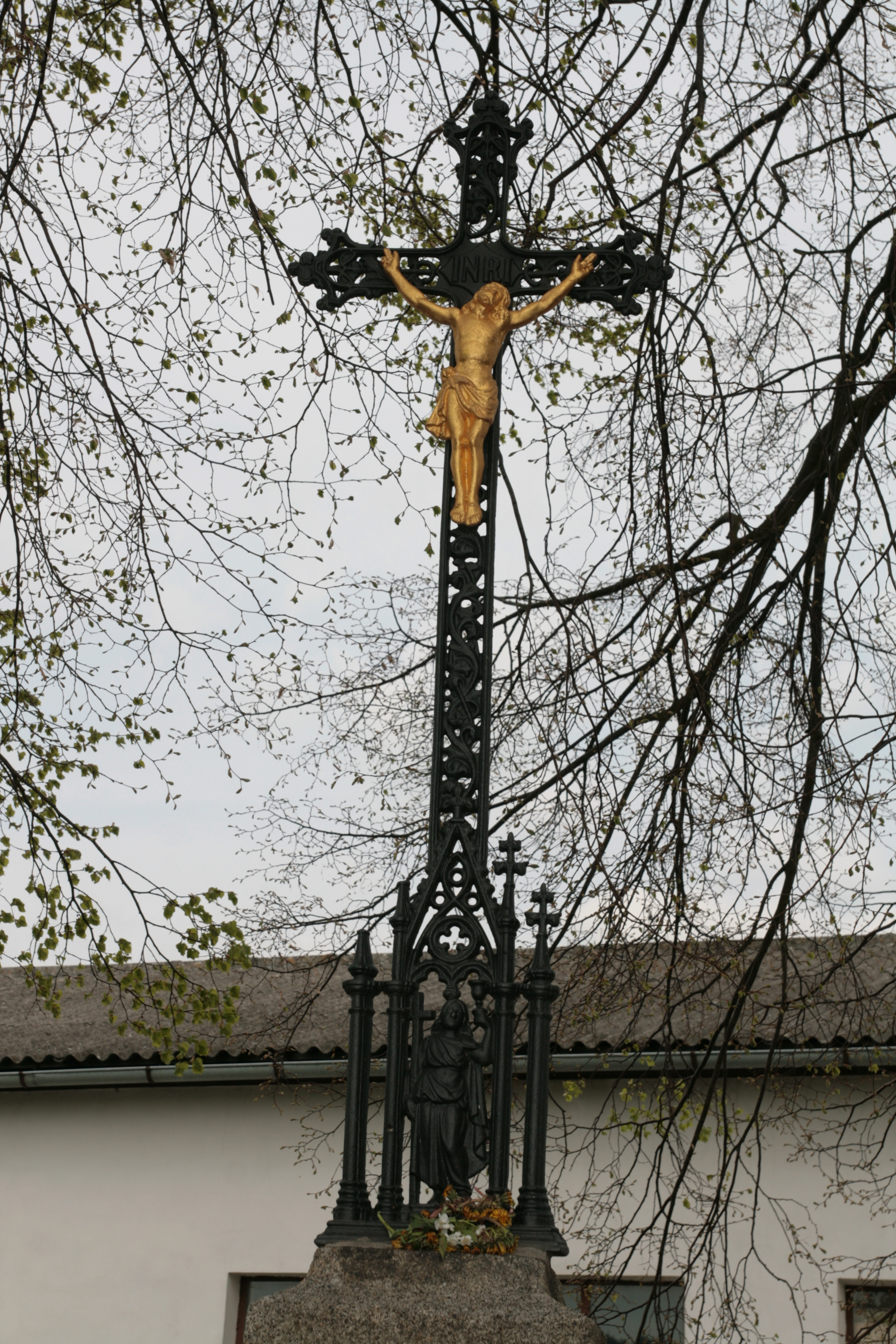
Kříž